# تشارلز بويكوت
تشارلز كننغهام بويكوت (12 مارس 1832 - 19 يونيو 1897) هو وكيل أراضٍ إنجليزي، أدى نبذه مجتمعه المحلي في أيرلندا إلى إعطاء اللغة الإنجليزية مصطلح المقاطعة (بويكوت = Boycott). لقد خدم في الجيش البريطاني، وبسبب خدمته وصل إلى أيرلندا. بعد تقاعده من الجيش، عمل تشارلز بويكوت كوكيل أراضٍ لدى لورد إرني جون كريشتون، وهو مالك أرض في منطقة لوخ ماسك في مقاطعة مايو.
في عام 1880، كجزء من حملتها من أجل الفاءات الثلاثة (البيع الحر وثبات الحيازة والإيجار العادل، سميت بالفاءات الثلاثة بسبب بدء الكلمات بحرف F) وتحديدًا في مقاومة عمليات الإخلاء المقترحة على العقار، شجع النشطاء المحليون في رابطة الأراضي الوطنية الأيرلندية موظفي المقاطعة (بما في ذلك الموسميين) (العمال المطلوب منهم حصاد المحاصيل في ملكية اللورد إرني) لسحب عملهم، وبدأوا حملة عزلة ضد المقاطعة في المجتمع المحلي. وشملت هذه الحملة رفض المحلات التجارية في منطقة بالينروب القريبة خدمته، وسحب الخدمات، وتعرض البعض للتهديد بالعنف لضمان الامتثال.
أصبحت معارضة الحملة ضد المقاطعة قضية مشهورة في الصحافة البريطانية بعد أن كتب رسالة إلى صحيفة التايمز. أرسلت الصحف مراسلين إلى غرب أيرلندا لتسليط الضوء على ما اعتبروه إيذاء لخادم أحد أقران المملكة على يد القوميين الأيرلنديين. سافر خمسون رجلاً برتقاليًا من مقاطعة كافان ومقاطعة موناغان إلى ملكية اللورد إيرني لحصاد المحاصيل، بينما نُشِر فوج من الفرسان الملكيين وأكثر من 1000 رجل من الشرطة الملكية الأيرلندية لحماية الحصادين. تشير التقديرات إلى أن هذه الحادثة كلفت الحكومة البريطانية وآخرين ما لا يقل عن 10000 جنيه إسترليني لحصاد محاصيل تبلغ قيمتها حوالي 500 جنيه إسترليني.
غادرت تشارلز بويكوت أيرلندا في 1 ديسمبر 1880. وفي عام 1886، أصبح وكيلًا لأراضي هيو أدير في فليكستون في سوفولك. توفي عن عمر يناهز 65 عامًا في 19 يونيو 1897 في منزله في فليكستون، بعد مرض أصابه في وقت سابق من ذلك العام.